# اندی ساتکلیف
اندی ساتکلیف (انگلیسی: Andy Sutcliffe؛ زادهٔ ۹ مهٔ ۱۹۴۷ در میلدنهال، سافک، درگذشتهٔ ۱۳ ژوئیهٔ ۲۰۱۵ در پلاکلی، کنت) رانندهٔ مسابقات اتومبیل‌رانی اهل بریتانیا بود که در فصل ۱۹۷۷ در مجموع در یک گراند پری از مسابقات جهانی فرمول یک شرکت کرد، اما موفق به کسب هیچ امتیازی نشد.
ساتکلیف در ۱۳ ژوئیهٔ ۲۰۱۵ در پلاکلی، کنت درگذشت.